# The Royal Tenenbaums
The Royal Tenenbaums (bra: Os Excêntricos Tenenbaums; prt: Os Tenenbaums - Uma Comédia Genial) é um filme norte-americano de 2001, do gênero comédia, dirigido por Wes Anderson.

## Sinopse
O advogado Royal Tenenbaum e sua esposa arqueóloga Etheline Tenenbaum tiveram dois filhos, Chas e Richie e adotaram Margot com dois anos, e logo depois resolveram se separar mas legalmente continuaram casados. Com o apoio da mãe e apesar da irresponsabilidade excêntrica do pai, cada um dos filhos ainda adolescente demonstrou talentos diferentes, tornando-se todos bem-sucedidos: Chas possuía um dom natural para finanças e ganhara muito dinheiro, Margot se tornara uma dramaturga de sucesso e Richie, um importante tenista profissional. Um amigo da vizinhança, Eli Cash, acompanhou os irmãos quase que como um membro da família, desde criança. Vinte e dois anos depois, porém, a história de sucesso dos três jovens Tenenbaums é esquecida por diferentes motivos: Chas ficou viúvo e se tornou superprotetor de seus filhos, Margot se casou com o neurologista St. Clair mas esconde uma paixão secreta por Richie que por sua vez sofre um abalo nervoso após o casamento da irmã, a quem também ama. Eli consegue sucesso como escritor, porém tem um sério problema com drogas. É nesse momento que Royal, após falir financeiramente, resolve reatar os antigos laços entre os Tenenbaums e lutar pelo amor de Etheline, que está prestes a se casar com seu contador, Henry Sherman (Danny Glover).

## Elenco
The Royal Tenenbaums apresenta um ensemble cast, led by Hackman. Alec Baldwin é o narrador. The fictional family and performers are:
| Royal Tenenbaum (Gene Hackman)                                  | Royal Tenenbaum (Gene Hackman)                                  | Royal Tenenbaum (Gene Hackman)                                  | Royal Tenenbaum (Gene Hackman)                                  | Royal Tenenbaum (Gene Hackman)                                  | Royal Tenenbaum (Gene Hackman)                                  |  |  | Etheline Tenenbaum (Anjelica Huston)                          | Etheline Tenenbaum (Anjelica Huston)                          | Etheline Tenenbaum (Anjelica Huston)                          | Etheline Tenenbaum (Anjelica Huston)                          | Etheline Tenenbaum (Anjelica Huston)                          | Etheline Tenenbaum (Anjelica Huston)                          |  |  | Henry Sherman (Danny Glover)                                           | Henry Sherman (Danny Glover)                                           | Henry Sherman (Danny Glover)                                           | Henry Sherman (Danny Glover)                                           | Henry Sherman (Danny Glover)                                           | Henry Sherman (Danny Glover)                                           |  |  |                                 |                                 |                                 |                                 |                                 |                                 |  |  |                                                 |                                                 |                                                     |                                                     |                                                     |                                                     |                                                     |                                                     |  |  |
| Royal Tenenbaum (Gene Hackman)                                  | Royal Tenenbaum (Gene Hackman)                                  | Royal Tenenbaum (Gene Hackman)                                  | Royal Tenenbaum (Gene Hackman)                                  | Royal Tenenbaum (Gene Hackman)                                  | Royal Tenenbaum (Gene Hackman)                                  |  |  | Etheline Tenenbaum (Anjelica Huston)                          | Etheline Tenenbaum (Anjelica Huston)                          | Etheline Tenenbaum (Anjelica Huston)                          | Etheline Tenenbaum (Anjelica Huston)                          | Etheline Tenenbaum (Anjelica Huston)                          | Etheline Tenenbaum (Anjelica Huston)                          |  |  | Henry Sherman (Danny Glover)                                           | Henry Sherman (Danny Glover)                                           | Henry Sherman (Danny Glover)                                           | Henry Sherman (Danny Glover)                                           | Henry Sherman (Danny Glover)                                           | Henry Sherman (Danny Glover)                                           |  |  |                                 |                                 |                                 |                                 |                                 |                                 |  |  |                                                 |                                                 |                                                     |                                                     |                                                     |                                                     |                                                     |                                                     |  |  |
|                                                                 |                                                                 |                                                                 |                                                                 |                                                                 |                                                                 |  |  |                                                               |                                                               |                                                               |                                                               |                                                               |                                                               |  |  |                                                                        |                                                                        |                                                                        |                                                                        |                                                                        |                                                                        |  |  |                                 |                                 |                                 |                                 |                                 |                                 |  |  |                                                 |                                                 |                                                     |                                                     |                                                     |                                                     |                                                     |                                                     |  |  |
|                                                                 |                                                                 |                                                                 |                                                                 |                                                                 |                                                                 |  |  |                                                               |                                                               |                                                               |                                                               |                                                               |                                                               |  |  |                                                                        |                                                                        |                                                                        |                                                                        |                                                                        |                                                                        |  |  |                                 |                                 |                                 |                                 |                                 |                                 |  |  |                                                 |                                                 |                                                     |                                                     |                                                     |                                                     |                                                     |                                                     |  |  |
| Chas Tenenbaum (Ben Stiller) Jovem Chas (Aram Aslanian-Persico) | Chas Tenenbaum (Ben Stiller) Jovem Chas (Aram Aslanian-Persico) | Chas Tenenbaum (Ben Stiller) Jovem Chas (Aram Aslanian-Persico) | Chas Tenenbaum (Ben Stiller) Jovem Chas (Aram Aslanian-Persico) | Chas Tenenbaum (Ben Stiller) Jovem Chas (Aram Aslanian-Persico) | Chas Tenenbaum (Ben Stiller) Jovem Chas (Aram Aslanian-Persico) |  |  | Richie Tenenbaum (Luke Wilson) Jovem Richie (Amedeo Turturro) | Richie Tenenbaum (Luke Wilson) Jovem Richie (Amedeo Turturro) | Richie Tenenbaum (Luke Wilson) Jovem Richie (Amedeo Turturro) | Richie Tenenbaum (Luke Wilson) Jovem Richie (Amedeo Turturro) | Richie Tenenbaum (Luke Wilson) Jovem Richie (Amedeo Turturro) | Richie Tenenbaum (Luke Wilson) Jovem Richie (Amedeo Turturro) |  |  | Margot Helen Tenenbaum (Gwyneth Paltrow) Jovem Margot (Irene Gorovaia) | Margot Helen Tenenbaum (Gwyneth Paltrow) Jovem Margot (Irene Gorovaia) | Margot Helen Tenenbaum (Gwyneth Paltrow) Jovem Margot (Irene Gorovaia) | Margot Helen Tenenbaum (Gwyneth Paltrow) Jovem Margot (Irene Gorovaia) | Margot Helen Tenenbaum (Gwyneth Paltrow) Jovem Margot (Irene Gorovaia) | Margot Helen Tenenbaum (Gwyneth Paltrow) Jovem Margot (Irene Gorovaia) |  |  | Raleigh St. Clair (Bill Murray) | Raleigh St. Clair (Bill Murray) | Raleigh St. Clair (Bill Murray) | Raleigh St. Clair (Bill Murray) | Raleigh St. Clair (Bill Murray) | Raleigh St. Clair (Bill Murray) |  |  |                                                 |                                                 | Eli Cash (Owen Wilson) Jovem Eli (James Fitzgerald) | Eli Cash (Owen Wilson) Jovem Eli (James Fitzgerald) | Eli Cash (Owen Wilson) Jovem Eli (James Fitzgerald) | Eli Cash (Owen Wilson) Jovem Eli (James Fitzgerald) | Eli Cash (Owen Wilson) Jovem Eli (James Fitzgerald) | Eli Cash (Owen Wilson) Jovem Eli (James Fitzgerald) |  |  |
| Chas Tenenbaum (Ben Stiller) Jovem Chas (Aram Aslanian-Persico) | Chas Tenenbaum (Ben Stiller) Jovem Chas (Aram Aslanian-Persico) | Chas Tenenbaum (Ben Stiller) Jovem Chas (Aram Aslanian-Persico) | Chas Tenenbaum (Ben Stiller) Jovem Chas (Aram Aslanian-Persico) | Chas Tenenbaum (Ben Stiller) Jovem Chas (Aram Aslanian-Persico) | Chas Tenenbaum (Ben Stiller) Jovem Chas (Aram Aslanian-Persico) |  |  | Richie Tenenbaum (Luke Wilson) Jovem Richie (Amedeo Turturro) | Richie Tenenbaum (Luke Wilson) Jovem Richie (Amedeo Turturro) | Richie Tenenbaum (Luke Wilson) Jovem Richie (Amedeo Turturro) | Richie Tenenbaum (Luke Wilson) Jovem Richie (Amedeo Turturro) | Richie Tenenbaum (Luke Wilson) Jovem Richie (Amedeo Turturro) | Richie Tenenbaum (Luke Wilson) Jovem Richie (Amedeo Turturro) |  |  | Margot Helen Tenenbaum (Gwyneth Paltrow) Jovem Margot (Irene Gorovaia) | Margot Helen Tenenbaum (Gwyneth Paltrow) Jovem Margot (Irene Gorovaia) | Margot Helen Tenenbaum (Gwyneth Paltrow) Jovem Margot (Irene Gorovaia) | Margot Helen Tenenbaum (Gwyneth Paltrow) Jovem Margot (Irene Gorovaia) | Margot Helen Tenenbaum (Gwyneth Paltrow) Jovem Margot (Irene Gorovaia) | Margot Helen Tenenbaum (Gwyneth Paltrow) Jovem Margot (Irene Gorovaia) |  |  | Raleigh St. Clair (Bill Murray) | Raleigh St. Clair (Bill Murray) | Raleigh St. Clair (Bill Murray) | Raleigh St. Clair (Bill Murray) | Raleigh St. Clair (Bill Murray) | Raleigh St. Clair (Bill Murray) |  |  |                                                 |                                                 | Eli Cash (Owen Wilson) Jovem Eli (James Fitzgerald) | Eli Cash (Owen Wilson) Jovem Eli (James Fitzgerald) | Eli Cash (Owen Wilson) Jovem Eli (James Fitzgerald) | Eli Cash (Owen Wilson) Jovem Eli (James Fitzgerald) | Eli Cash (Owen Wilson) Jovem Eli (James Fitzgerald) | Eli Cash (Owen Wilson) Jovem Eli (James Fitzgerald) |  |  |
|                                                                 |                                                                 |                                                                 |                                                                 |                                                                 |                                                                 |  |  |                                                               |                                                               |                                                               |                                                               |                                                               |                                                               |  |  |                                                                        |                                                                        |                                                                        |                                                                        |                                                                        |                                                                        |  |  |                                 |                                 |                                 |                                 |                                 |                                 |  |  |                                                 |                                                 |                                                     |                                                     |                                                     |                                                     |                                                     |                                                     |  |  |
|                                                                 |                                                                 |                                                                 |                                                                 |                                                                 |                                                                 |  |  |                                                               |                                                               |                                                               |                                                               |                                                               |                                                               |  |  |                                                                        |                                                                        |                                                                        |                                                                        |                                                                        |                                                                        |  |  |                                 |                                 |                                 |                                 |                                 |                                 |  |  |                                                 |                                                 |                                                     |                                                     |                                                     |                                                     |                                                     |                                                     |  |  |
| Ari Tenenbaum (Grant Rosenmeyer)                                | Ari Tenenbaum (Grant Rosenmeyer)                                | Ari Tenenbaum (Grant Rosenmeyer)                                | Ari Tenenbaum (Grant Rosenmeyer)                                | Ari Tenenbaum (Grant Rosenmeyer)                                | Ari Tenenbaum (Grant Rosenmeyer)                                |  |  | Uzi Tenenbaum (Jonah Meyerson)                                | Uzi Tenenbaum (Jonah Meyerson)                                | Uzi Tenenbaum (Jonah Meyerson)                                | Uzi Tenenbaum (Jonah Meyerson)                                | Uzi Tenenbaum (Jonah Meyerson)                                | Uzi Tenenbaum (Jonah Meyerson)                                |  |  | Dudley Heinsbergen (Stephen Lea Sheppard)                              | Dudley Heinsbergen (Stephen Lea Sheppard)                              | Dudley Heinsbergen (Stephen Lea Sheppard)                              | Dudley Heinsbergen (Stephen Lea Sheppard)                              | Dudley Heinsbergen (Stephen Lea Sheppard)                              | Dudley Heinsbergen (Stephen Lea Sheppard)                              |  |  | Pagoda (Kumar Pallana)          | Pagoda (Kumar Pallana)          | Pagoda (Kumar Pallana)          | Pagoda (Kumar Pallana)          | Pagoda (Kumar Pallana)          | Pagoda (Kumar Pallana)          |  |  | Dusty – ou Royal's Dr. McClure (Seymour Cassel) | Dusty – ou Royal's Dr. McClure (Seymour Cassel) | Dusty – ou Royal's Dr. McClure (Seymour Cassel)     | Dusty – ou Royal's Dr. McClure (Seymour Cassel)     | Dusty – ou Royal's Dr. McClure (Seymour Cassel)     | Dusty – ou Royal's Dr. McClure (Seymour Cassel)     |                                                     |                                                     |  |  |

## Prêmios e indicações
Oscar 2002 (EUA)
- Indicado na categoria de Melhor Roteiro Original, escrito pelo próprio Wes Anderson em parceria com o ator Owen Wilson.